# Ana Garcia Martins
Ana Margarida Garcia Martins (Lisboa, 6 de Janeiro de 1981) é uma blogueira, jornalista, escritora, comediante e apresentadora de televisão portuguesa. É autora do blogue A Pipoca Mais Doce, considerado o mais visitado em Portugal. É considerada uma das mulheres mais influentes do país pela revista Executiva e um das principais influenciadoras em 2019 pela revista Meios & Publicidade. Em Setembro de 2020 estreia-se como apresentadora, no Pós Gala do Big Brother - A Revolução, da TVI, em direto.

## Biografia
Ana Garcia Martins nasceu em Lisboa, tendo crescido na zona do Príncipe Real. É licenciada em Ciências da Comunicação pela Faculdade de Ciências Sociais e Humanas da Universidade Nova de Lisboa, tendo feito Erasmus em Itália. Tem três pós-graduações: Comunicação, Relações Públicas e Protocolo (em Madrid), Marketing Management (no ISEG) e Consultoria de Imagem (no ISLA).
Estagiou na Antena 1 e, depois, na Antena 3. Foi jornalista no jornal A Capital, na secção de Cultura, e na revista Time Out Lisboa.
Em 17 de Outubro de 2011 abriu a loja de moda Bazaar Chiado com a amiga e sócia Filipa Rebocho.
Em Janeiro de 2013 foi comentadora regular do programa Passadeira Vermelha do canal SIC Caras.
Em 2019 participou no programa da TVI "Like me".
Entre 2020 e 2022 foi comentadora principal do reality-show Big Brother na TVI.
De regresso à SIC, em 2023, participa como concorrente no programa Hell's Kitchen - Famosos. Em 2024, apresenta na SIC Mulher o talk-show Temos de Falar, ao lado de Ana Galvão e Bárbara Guimarães.

## Televisão
| Ano             | Programa                                           | Função                                                   | TV         |
| --------------- | -------------------------------------------------- | -------------------------------------------------------- | ---------- |
| 2013            | Passadeira Vermelha                                | Comentadora                                              | SIC Caras  |
| 2019            | Like Me                                            | Participação                                             | TVI        |
| 2020            | Big Brother 2020                                   | Comentadora                                              | TVI        |
| 2020            | Big Brother - A Revolução                          | Comentadora                                              | TVI        |
| 2020            | Comentadora e Apresentadora de "A Hora do Expulso" |                                                          | TVI        |
| 2021            | Big Brother - Duplo Impacto                        | Comentadora                                              | TVI        |
| 2021            | All Together Now                                   | Jurada convidada                                         | TVI        |
| 2021            | Big Brother 2021                                   | Comentadora                                              | TVI        |
| 2022            | Big Brother Famosos 2022 (1.ª edição)              | Comentadora                                              | TVI        |
| 2022            | Betclic Mano a Mano                                | Apresentadora, ao lado de Gilmário Vemba                 | TVI        |
| 2023            | Dança Comigo                                       | Concorrente                                              | RTP1       |
| 2023            | Os Traidores                                       | Comentadora                                              | SIC        |
| 2023            | Hell's Kitchen - Famosos                           | Concorrente                                              | SIC        |
| 2024 - presente | Temos de Falar                                     | Apresentadora, ao lado de Ana Galvão e Bárbara Guimarães | SIC Mulher |
| 2024            | Rock in Rio Lisboa                                 | Apresentadora                                            | SIC Caras  |
| 2025            | A Máscara (5.ª temporada)                          | Rosa - Concorrente                                       | SIC        |
| 2025            | Taskmaster 5                                       | Concorrente                                              | RTP1       |

Após cinco edições de ‘Big Brother’, decidiu fazer uma pausa como comentadora no reality show. Afirmou “Diverti-me muito nas primeiras edições que comentei, foram muitas as vezes em que ri até às dores abdominais, mas essa diversão foi passando. Culpa do cansaço, da rotina, mas também da própria dinâmica do programa, que foi mudando”.

## Rádio
| Período     | Emissora         | Notas                                          |
| ----------- | ---------------- | ---------------------------------------------- |
| 2022 - 2024 | Rádio Observador | Apresentadora da rubrica "O que é que sucede?" |
| 2024 -      | RFM              | Apresentadora da rubrica "Ninguém pod comigo"" |

## Blogue "A Pipoca Mais Doce"
O blogue pessoal generalista foi criado em 2004, enquanto Garcia Martins trabalhava como jornalista. Segundo dados de 2016, recebeu mais de 12 milhões de visitas desde a sua criação.
Em associação ao blog já lançou produtos como livros, CD, linha de moda, etc..

## Livros
- A Pipoca Mais Doce - Sapatos, romance e outras teorias de vida (2009);
- Estilo, disse ela (2012);
- O problema não és tu, sou eu (2014);
- Quem deu um pum? (2014);
- Já dormias, não? (2015).

## Prémios e distinções
- 2016, 2017, 2018 - Prémio Blogs do Ano, categoria Lifestyle;
- 2017, 2018 - "As Mulheres Mais Influentes do País"

## Vida pessoal
Garcia Martins casou com o jornalista Ricardo Araújo Martins a 18 de Setembro de 2010 na Igreja de Nossa Senhora da Encarnação (Lisboa) tendo-se separado em 2020. Têm dois filhos em comum, Mateus (nascido a 16 de julho de 2013 (11 anos)) e Benedita (nascida a 14 de julho de 2018 (6 anos)).
Em setembro de 2021, iniciou uma relação com o advogado Diogo Orvalho.